# Generación X (historieta)
Generación X (Generation X en inglés) fue un equipo de superhéroes vinculados al cómic X-Men de Marvel Comics. Fueron creados por Scott Lobdell y Chris Bachalo, haciendo su debut en Uncanny X-Men vol. 1 # 318, en noviembre de 1994. Fueron considerados la versión juvenil de los X-Men en la década de los 90's.

## Biografía ficticia

### Origen
El Profesor Charles Xavier, líder de los X-Men, tenía lista para comenzar su entrenamiento a la siguiente generación de mutantes. El deseaba volver a reclutar un cuerpo estudiantil para su escuela de mutantes. Después de que Emma Frost, la Reina Blanca del Club Fuego Infernal, quedara temporalmente incapacitada, ella dejó su institución, la Academia de Massachusetts, antigua sede de sus estudiantes, los fallecidos Hellions (Infernales), en las manos de Xavier y los X-Men. Poco antes de que Emma despertara del coma, Xavier decidió convertir a la Academia de Massachusetts en una filial de su Escuela Xavier para jóvenes superdotados de Nueva York. Por desgracia, los planes de Xavier se interrumpieron con el ataque de los alienígenas conocidos como Phalanx (Falange) a la Mansión X. Los Phalanx accedieron a la información de Xavier sobre la siguiente generación de mutantes y los buscaron y capturaron para realizar experimentos en ellos. Afortunadamente, los jóvenes fueron rescatados por un singular equipo provisional de X-Men compuesto por el veterano x-man Banshee, la joven x-man Júbilo, la recién rehabilitada Emma Frost y el supervillano Sabretooth (Dientes de Sable). Por desgracia, durante el rescate de los jóvenes, una de ellos, la joven Clarice Ferguson, alias Blink, murió,
Cuando todo volvió a la normalidad, Xavier designó a Banshee y Frost para dirigir a este nuevo equipo, que se trasladó a la Academia de Massachusetts y se convirtieron en un nuevo equipo: Generación X.

### Equipo
El equipo original de Generación X consistió de:
- Banshee (Sean Cassidy): El veterano x-man irlandés recibió su oportunidad estelar al dirigir a su propio equipo de mutantes.
- Emma Frost: La antigua Reina Blanca del Club Fuego Infernal, decidió enmendar su camino y seguir las enseñanzas de Xavier tras enterarse de la trágica muerte de sus primeros estudiantes, los Hellions. Pero en ningún momento, Emma abandona su singular personalidad y métodos radicales.
- Júbilo (Jubilation Lee): Júbilo pasó de ser poco más que la mascota de los X-Men a convertirse en la más experimentada del nuevo equipo.
- Husk / Vaina (Paige Guthrie): Originaria de Kentucky, hermana menor de Bala de Cañón de Fuerza-X, y hermana mayor de Icarus de los futuros New X-men. Tiene la habilidad, con si se tratara de una vaina, de arrancarse una capa de piel superficial para adoptar una nueva piel compuesta de otro material, como piedra, metal u otras sustancias.
- Skin / Pellejo (Angelo Espinosa): Un exmiembro de una pandilla adolescente de las calles del este de Los Ángeles con seis metros de piel extra. Sus poderes le permiten malear su piel, deformándola.
- Synch / Sincro (Everett Thomas): Un joven americano con alma de músico y uno de los más poderosos del grupo. Su poder es el de estar en sincronía con otros poderes mutantes, copiándolos mientras que su objetivo está cerca.
- M (Monet St. Croix): Una joven nacido en una familia rica de Mónaco. Su actitud arrogante era una molestia para sus compañeros. Los misterios que rodean a la familia St. Croix jugarían un papel importante en la serie. En esencia su poder es el de "ser perfecta", contando para ello con fuerza, resistencia, velocidad e inteligencia sobrehumanas. Además vuela, es telépata, posee regeneración y puede percibir auras mutantes.

Este equipo fundador haría su primera aparición pública al rescatar a un joven mutante británico de las garras de Emplate (Emplaca), un peligroso vampiro psíquico, que a partir de este momento, se convertirá en uno de los principales enemigos del equipo.
El joven también se incorporó al equipo:
- Chamber / Cámara (Jonothon Starsmore): Cuando sus poderes mutantes se manifestaron por primera vez, destruyeron la mitad inferior de la cara y el pecho, dejándolo con sus únicos poderes telepáticos limitados con los cuales se comunica, y liberándolo de cualquier necesidad de comer, beber o respirar. Debido a esto, él es característicamente sombrío y amargo.

Eventualmente al equipo se anexarían dos integrantes más:
- Penance / Penitencia: Una de las Gemelas M. Una mutante silenciosa, infantil y misteriosa que tenía la piel tan dura como el diamante. Penance apareció misteriosamente en la Academia de Massachusetts y en un primer momento, se sabía poco acerca de ella.[4] Los escritores habían previsto originalmente que fuera una niña llamada Yvette de Yugoslavia. Un indicio de esto se puede ver cuando su mente es leída por Emma Frost.[5] Este fondo se cambió más tarde por el equipo creativo siguiente.
- Mondo: Un mutante alegre, relajado originario de Samoa que podía absorber y duplicar la textura física de los objetos que tocaba.

En sus primeras misiones, el equipo enfrentó amenazas tales como Gene Nation, un equipo extremista que buscaba vengar a sus antepasados, los Morlocks, y estuvieron presentes durante la saga de Onslaught.
Eventualmente, el equipo enfrentaría su primera perdida significativa con la muerte de Mondo, que murió a manos de Bastión (Bastion) durante la Operación: Cero Tolerancia. Eventualmente, se supo que en realidad era un clon.
Miembros honorarios y aliados:
- Gaia: Antigua tutora de la Ciudadela del Amalgamador Universal en el otro mundo. Ella fue liberada por Synch y, finalmente, se unió al equipo brevemente.[8] Poseía telepatía y telequinesis y alteraba la realidad, creando objetos de la nada o animando los ya existentes.
- Leech / Sanguijuela: Uno de los pocos sobrevivientes de los Morlocks. Al igual que Franklin y Artie, solo fungió como alumno de la escuela, y no miembro activo del grupo. Su poder es el de emitir un aura que automáticamente cancela poderes mutantes o sobrehumanos.
- Artie Maddicks: El hijo del finado Dr. Carl Maddicks siguió a su inseparable compañero Leech dentro de la Academia. Tiene el poder de manifestar sus pensamientos en la forma de hologramas.
- Maggott / Oruga: Japhet es un mutante sudafricano abandona su breve estancia con los X-Men[9] y se une brevemente a Generación X. Su sistema digestivo mutó para convertirse en dos orugas enormes, llamadas Eany y Meany, que pueden comer y digerir todo tipo de materia; esto le da a Oruga una fuerza extraordinaria.
- Gatekeeper / Pórtico: Este mutante aborigen australiano a menudo funciona como aliado de la Generación X.[10] Tiene el poder de abrir portales para luego teletransportarse y además puede caminar por los sueños de la gente.
- Franklin Richards: En realidad nunca fue miembro activo del grupo, solo fungió como alumno de la Academia. El joven descendiente de los Cuatro Fantásticos, con los poderes de alterar la realidad, acudió a la escuela enviado por sus padres bajo consejo de Xavier.

En un momento relevante de la serie, la historia de M toma un rol importante al revelarse su vínculo familiar y místico con Penance y el villano Emplate.
Entre los muchos villanos que se sumaron a la historia del equipo figuran Orphan Maker, Nanny, los Hellions de Emplate y la hermana de Emma Frost, Adrienne, quien usurpa a su hermana el título de directora de la Academia.
El verdadero Mondo regresa a la acción, revelando ser un villano aliado de Juggernaut y Black Tom Cassidy (Tom el Negro). El conflicto con Adrienne culminará en un atentado contra la Academia que provoca la muerte de Synch. Adrienne es asesinada por la propia Emma. Estos eventos más sombríos en el equipo ocurren con la llegada de Warren Ellis como guionista.
La muerte de Synch impacta profundamente al equipo. Los jóvenes se desilusionan al perder el respeto hacia sus figuras de autoridad: Banshee ha caído en el alcoholismo (tras la muerte de Synch y de su exnovia la doctora Moira MacTaggert), y Emma es una asesina. Ante esta situación, los alumnos toman la decisión de cerrar la escuela. La razón editorial para su cancelación se debió a que Joe Quesada, editor en jefe de Marvel, consideró obsoleta la existencia de tantos equipos de mutantes.
Muchos de los componentes de Generation X reaparecerán más tarde, junto a Banshee como parte de la X-Corporation, y Husk y Chamber lograrán oficialmente su estatus como X-Men.
Generación X del 2017
- Bling![17] - Roxy Washington también fue parte del escuadrón de los Caballeros (Chavaliers) de Gambito. La médula ósea de Roxy es capaz de producir fragmentos de diamante de calidad variable, lo que confiere a su piel y su físico un aspecto cristalino.[18]
- Chico Ojo / Eye-Boy - Trevor Hawkins tiene cubierto todo su cuerpo con ojos, lo que le confiere una visión de 360º a su alrededor. También puede ver las auras mágicas.[18]
- Retrospectiva / Hindsight - Nathaniel Carver usa la psicometría. Cuando hace contacto piel con piel con otra persona, puede ver psíquicamente atisbos de sus recuerdos pasados, leyendo los recuerdos recientes de una persona. Puede leer las "huellas psíquicas" que la gente deja en los objetos que ha manipulado.[18]
- Morfo / Morph - Benji Deeds ha demostrado su capacidad para fusionar su aspecto con el de cualquier otra persona, sin llegar a ser esa persona, sino un duplicado cercano tanto en apariencia como en sonido. Su influencia química hace que la persona siempre confíe en él.[18]
- Chica Naturaleza / Nature Girl - Los poderes de Lin Li están directamente relacionados con el mundo natural y, por lo tanto, puede comunicarse, influir, manipular y controlar la naturaleza: todos los seres vivos, las plantas, los fenómenos naturales (como el clima y la geología ) y la materia y la energía de la que se componen todas estas cosas.[18]
- Chico Omega / Kid Omega -  Quentin Quire tiene un intelecto sobrehumano. Es capaz de procesar cientos de pensamientos simultáneos además posee telepatía de bajo nivel que le permite influenciar en los pensamientos de los que le rodean.[18]

## Otras versiones

### Era de Apocalipsis
En esta línea temporal, el equipo recibe el nombre de Generation NeXt. Está liderado por Coloso y Kitty Pryde, y está integrado por Husk, Chamber, Mondo y versiones diferentes de M y Penance (Gemelas M, M-Twins)

### Gen 13 / Generation X y Generation X / Gen 13
Generación X participó en dos cross-overs consecutivos con el equipo de superhéroes Gen 13 de Image Comics.

## En otros medios

### Televisión
En febrero de 1996, la cadena Fox, emitió una película para la televisión de Generación X, producida por Marvel Entertainment. En la película, Banshee y Emma Frost son los directores de la Escuela de Xavier para Jóvenes Dotados y M, Skin, Mondo, Júbilo y dos nuevos personajes, Buff y Refrax, fungen como estudiantes (Chamber y Penance no están en el reparto, ya que el presupuesto no permitía la efectos especiales para sus poderes). El equipo luchó contra un científico loco que usa una máquina para desarrollar poderes psíquicos. La película de bajo presupuesto fue un fracaso en calificaciones y muchos fanes se molestaron en el casting de una actriz blanca (Heather McComb) para representar el personaje asiático de Júbilo.